# Condado de Fuentes
El condado de Fuentes es un título nobiliario español otorgado el 18 de febrero de 1508 por el rey Fernando II de Aragón para Juan Fernández de Heredia y Bardají, señor de Mora de Rubielos, Fuentes de Ebro, Fuendetodos, y otros lugares. El archiduque pretendiente, Carlos de Austria, concedió la grandeza de España el 13 de septiembre de 1708 a favor de Juan Jorge Fernández de Heredia y Fernández de Híjar. La grandeza de España fue confirmada por el rey Felipe V el 23 de enero de 1728, a favor del XV titular.
La denominación del título hace referencia al municipio de Fuentes de Ebro en Aragón que fue señorío del primer titular.

## Señores de Fuentes
- Juan Fernández de Heredia (Munébrega, c. 1310- Aviñón, 1396), I señor de Fuentes[4] y gran maestre de la Orden de San Juan. Adquirió varios lugares, entre ellos, Fuendetodos y Fuentes de Ebro.[4]

Tuvo cuatro vástagos naturales que después fueron legitimados: Teresa, Toda, Donosa y Juan Fernández de Heredia, su sucesor en el señorío:
- Juan Fernández de Heredia (1345-1368), II señor de Fuentes a quien su padre cedió el señorío en vida.[4]

Casó con Constanza de Tramaçet. Le sucedió su hijo póstumo:
- Juan Fernández de Heredia Tramacet (1369-1388), III señor de Fuentes.[4]

Casó con María Ximénez de Buil. En su testamento fechado el 2 de octubre de 1388, dispuso que si falleciera sin descendencia, debería suceder los hijos de su tía carnal, Teresa, hermana de su padre, casada con Gil Ruiz de Liori, señor de Cascante. Estipuló en su testamento que los herederos deberían ser hijos legítimos y deberían llamarse «Juan Fernández de Heredia». Le sucedió su primo hermano, hijo de Teresa, arriba citada:
- Juan Fernández de Heredia, nacido como Gil Ruiz de Liori Fernández Heredia, IV señor de Fuentes, consejero del rey Alfonso V de Aragón.[4]

Casó en primeras nupcias con María Ximénez de Arellano. Sin sucesión. Contrajo un segundo matrimonio con Toda López de Gurrea, de quien tuvo a su inmediato sucesor. En terceras nupcias, casó con Marquesa de Heredia, padres del VI señor de Fuentes.
- Juan Fernández de Heredia López de Gurrea, V señor de Fuentes.[4]

Sin descendencia, le sucedió su medio hermano, hijo del tercer matrimonio de su padre:
- Juan Fernández de Heredia, nacido como Gonzalo, VI señor de Fuentes.[6] Participó en las Cortes de Calatayud en 1481.[6]

Casó con Juana de Bardají. Estos fueron los padres del I conde de Fuentes.

## Historia de los condes de Fuentes
- Juan Fernández de Heredia y Bardají (m. 1 de septiembre de 1508), I conde de Fuentes,[2]  VII señor de Fuentes, de las baronías de Mora, Fuendetodos, Ayles, Alcalá de la Selva, entre otras.[6]

Casó con su prima hermana, Francisquina de Bardají y Moncayo, que aportólas baronías de Antillón, Castelflorit y Pertusa. Fueron padres de tres hijos: Juan y Lorenzo, ambos fallecidos antes que su padre sin descendencia; Gil, que cambió su nombre a Juan y sucedió a su padre; y, Gonzalo:
- Juan Fernández de Heredia y Bardají (m. ca. 1534), II conde de Fuentes[2] y VIII señor de Fuentes.

Contrajo matrimonio con Beatriz Jiménez de Urrea e Híjar, hija de Lope Jiménez de Urrea y Centelles, I conde de Aranda y de Catalina de Híjar y Beaumont. En las capitulaciones de este matrimonio «se ratificó que el heredero de la Casa de Fuentes debería llamarse "Juan Fernández de Heredia" y usaría siempre las armas puras de los Fernández de Heredia (cinco castillos en plata sobre campo de Gules).» Le sucedió su hijo:
- Juan Fernández de Heredia y Urrea (Fuentes de Ebro, 1502-1 de enero de 1561), III conde de Fuentes,[2]  IX señor de Fuentes, alcalde de Albarracin y comendador mayor de Alcañiz en la Orden de Calatrava.[9]

Casó en primeras nupcias, el 9 de marzo de 1524, con Luisa de Cuevas y Pérez del Castillo (m. marzo de 1539), hija de Francisco de Cuevas y Pobes y María Pérez del Castillo y Altarriba.  El 5 de febrero de 1555, contrajo un segundo matrimonio con Jerónima de Gadea y Cuevas (m. 1576), sobrina de su primera esposa, hija de Juan de Gadea y de Beatriz de Cuevas y Pérez del Castillo. Con sucesión de ambos matrimonios. Le sucedió su hijo del primer matrimonio;
- Juan Cristóbal Fernández de Heredia y Cuevas (m. 14 de mayo de 1572), IV conde de Fuentes y X señor de Fuentes. Participó en la batalla de Lepanto.[12]

Contrajo un primer matrimonio alrededor de 1532 con Elena de Híjar y Alagón, hija de Luis Fernández de Híjar y Arellano, II conde de Belchite, y de su primera esposa, Beatriz de Alagón y Olcina. Volvió a casar después de enviudar con Aldonza de Ferreira y Castellón, de quien no hubo sucesión. Le sucedió su hijo:
- Juan Luis Fernández de Heredia e Híjar (Fuentes de Ebro 1534-9 de abril de 1578), V conde de Fuentes y XI señor de Fuentes.

Casó con María o Luisa de los Cobos y Luna (m. 1580), hija de los marqueses de Camarasa. Sin descendencia, le sucedió su hermano:
- Juan Felipe Fernández de Heredia e Híjar (m. 15 de enero de 1583), VI conde de Fuentes.

Casó en primeras nupcias el 12 de mayo de 1580 con Catalina Baltasara de Luna y Mendoza (m. 1581), hija de Miguel Martínez de Luna y Mendoza, II conde de Morata de Jalón, virrey de Aragón, y de su esposa Catalina Bravo del Río. En 1582 contrajo un segundo matrimonio con María de Cardona y Colón (m. 8 de agosto de 1591), IV marquesa de Guadalest.
Sin descendencia, le sucedió su tío:
- Juan Carlos Fernández de Heredia y Cuevas (m. 13 de enero de 1603), VII conde de Fuentes. Fue comendador de Bolaños en la Orden de Calatrava y diputado en las Cortes de 1551.[16]

Casó con Isabel Díez de Aux y Liñan y fueron padres de un hijo, Luis Fernández de Heredia y Díez de Aux que falleció en la infancia.
Le sucedió su medio hermano:
- Juan Jorge Fernández de Heredia y Gadea (Fuentes de Ebro, 29 de junio de 1558-Zaragoza, 1 de febrero de 1616), VIII conde de Fuentes.  Fue diputado en las Cortes de 1587, gentilhombre de la Boca del Rey Felipe II, comendador de Villafranca en la Orden de Calatrava en 1593 y alcalde de Albarracín.[17]

Casó en la Iglesia de San Gil Abad de Zaragoza el 7 de enero de 1577 con Catalina de Pomar y Cerdán (m. 1580), hija de Sancho Pomar Samper, señor de Rasal y Sigüés, y de su mujer Catalina Jiménez Cerdán. Contrajo un segundo matrimonio el 28 de mayo de 1615 con Ana de Aymerich y de Cruilles (1592-1632), hija de Bernardo de Aymerich y de Codina y de Guiomar de Cruilles y de Roger. Le sucedió su hijo del primer matrimonio:
- Juan Carlos Fernández de Heredia y Pomar (Zaragoza, 16 de agosto de 1580-Madrid, 20 de enero de 1623), IX conde de Fuentes.

Casó en primeras nupcias el 24 de febrero de 1593 con Catalina de Vera y Claver (m. 27 de julio de 1601) y en segundas el 3 de octubre de 1601 con Francisca de Bolea y Heredia.
Al no tener descendencia de ninguno de sus dos matrimonios, le sucedió su primo segundo:
- Juan Fernández de Heredia y Aragón (Zaragoza,  25 de marzo de 1600-Fuentes de Ebro, 27 de julio de 1660), también llamado Juan Fernández de Heredia Santcliment Aragón y Paternoy, X conde de Fuentes.  Era hijo de Juan Fernández de Heredia y Santcliment y de Isabel de Aragón Paternoy y Bolea.[21]

Casó el 8 de mayo de 1623 con Leonor Pujades de Borja y Alpont (1602-1638), hija de Fernando Pujades de Borja Llanzól y Próxita, I conde de Anna, y de Francisca Agustina Alpont y Ferrer. Le sucedió su hijo:
- Juan Miguel Fernández de Heredia y Borja (Fuentes de Ebro, 8 de mayo de 1624-Zaragoza, 12 de mayo de 1674), XI conde de Fuentes[23] y I marqués de Mora de Rubielos.[23]

Casó el 28 de julio de 1647 con Beatriz Polonia Melo de Ferreira (1626-1671), también llamada Beatriz Polonia Melo de Portugal Villena, hija de Francisco de Melo de Braganza y Castro (también llamado Francisco de Melo de Portugal, I marqués de Vellisca y de Tordelaguna, y I conde de Asumar, y de su segunda esposa, Beatriz Silveira de Castro y Pereira. Tuvieron un hijo que sucedió en el condado:
- Juan Antonio Fernández de Melo de Ferreira (Zaragoza 4 de mayo de 1650-Gerona, 4 de julio de 1677), XII conde de Fuentes y II marqués de Mora de Rubielos.

Casó con Francisca Lasso de la Vega Niño de Guzmán y Figueroa (1652-1711), V condesa de Arcos. Le sucedió un descendiente del segundo hijo del I conde de Fuentes:
- Juan Bernardino Fernández de Heredia y Torrellas Bardají y Sánchez de Luna y Mendoza (m. Zaragoza, 6 de julio de 1699),  XIII conde de Fuentes, II conde de Castellflorit y III marqués de Mora de Rubielos. Era hijo de Martín de Torrellas Bardají y Luna, I conde de Castellflorit, y de su primera esposa, Francisca de Santacruz Morales y Villanova.

Casó el 12 de septiembre de 1646, en Zaragoza, con su prima María Agustina Hipólita de Gurrea y Borja (m. 1707), hija de Francisco de Gurrea y Borja y de María de Vera, de quien no hubo sucesión. Le sucedió su sobrino:
- Juan Jorge Fernández de Heredia y Fernández de Híjar (Zaragoza, 28 de abril de 1655-Nápoles, 10 de agosto de 1728), XIV conde de Fuentes, creado grande de España en 1708, III marqués de Mora de Rubielos, hijo de Pedro Jorge Fernández de Híjar y Albero, X conde de Belchite, y de su tercera esposa Francisca Fernández de Heredia  Pujades.

Soltero, le sucedió su primo:
- Juan Bartolomé Isidro de Moncayo y Palafox (Zaragoza, mayo de 1675-Zaragoza, 14 de agosto de 1745), XV conde de Fuentes, grande de España, III marqués de Coscojuela y V marqués de Mora de Rubielos. Era hijo de Diego de Moncayo y Fernández de Heredia, II marqués de Coscojuela, y de su esposa Violante de Palafox y Cardona.

Casó el 10 de septiembre de 1699 con su sobrina segunda, María Francisca de Blanes Centelles y Calatayud. Le sucedió su nieto, hijo de Antonio Pignatelli Aragón Pimentel y Carrafa, casado el 12 de septiembre de 1720 con su hija primogénita, María Francisca de Moncayo y Blanes (1700-1742).
- Joaquín Atanasio Pignatelli de Aragón y Moncayo (Caltanissetta, Sicilia, 2 de mayo de 1724-Madrid, 12 de mayo de 1776), XVI conde de Fuentes, príncipe del Sacro Romano Imperio, VI marqués de Mora de Rubielos y IV marqués de Coscojuela, dos veces grande de España, barón de Alcarrás, caballero de la Orden del Toisón de Oro en 1761, embajador en Turín (1754-1758), en Londres (1760-1762) y en París (1763-1773).[30]

Casó el 17 de agosto de 1741 con María Luisa Gonzaga y Caracciolo (1726-1773), hija de Francisco Gonzaga y Pico de la Mirandola, príncipe del Sacro Romano Imperio y I duque de Solferino, grande de España, y de Julia Quiteria Caracciolo y Ruffo. Le sucedió su nieto, hijo de José Pignatelli de Aragón y Gonzaga, que no heredó el condado de Fuentes por fallecer antes que su padre, pero fue VII marqués de Mora de Rubielos y, por sucesión a su madre en 1773, III duque de Solferino y grande de España, y de su esposa Ignacia Abarca de Bolea y Silva, V duquesa de Almazán.
- Luis Antonio Pignatelli de Aragón y Gonzaga (Zaragoza, 23 de enero de 1749-Madrid, 8 de octubre de 1801), XVII conde de Fuentes, IV duque de Solferino, VII conde del Castillo de Centelles, V marqués de Coscojuela y VII marqués de Mora de Rubielos, tres veces grande de España, príncipe del Sacro Romano Imperio, etc.[33]

Casó el 28 de julio de 1768 con Alfonsina Luisa de Egmond Pignatelli (1751-1788), hija de Casimiro Pignatelli de Egmond, XII conde de Egmond, grande de España de primera clase, etc. y de su esposa Blanca Alfonsina San Severino de Aragón.
Le sucedió su hijo:
- Armando Casimiro Luis de Aragón y Egmond (París, 28 de septiembre de 1770-Zaragoza, 8 de marzo de 1809), XVIII conde de Fuentes, V duque de Solferino, XIII conde de Egmond, VI marqués de Coscojuela, cuatro veces grande de España, etc.

Le sucedió su tío carnal:
- Juan Domingo Pignatelli de Aragón y Gonzaga (Turín, 27 de enero de 1757-Madrid, 9 de noviembre de 1819), XIX conde de Fuentes, VI duque de Solferino, VII marqués de Coscojuela, X marqués de Mora de Rubielos, IX conde del Castillo de Centelles, tres veces grande de España, etc.

Casó el 6 de agosto de 1794, en Zamora, con María Trinidad Wall y Manrique de Lara (1774-1836), dama de la Orden de María Luisa, hija de Eduardo Wall y Porcell y de María de la Concepción Manrique de Lara y Mayoral, III condesa de Armíldez de Toledo y señora de Loranque el Grande. Le sucedió su hijo:
- Juan Domingo Pignatelli de Aragón y Wall (Zamora, 29 de abril de 1795-Madrid, 3 de noviembre de 1823), XX conde de Fuentes, VII duque de Solferino, VIII marqués de Coscojuela, XI de Mora de Rubielos y X del Castillo de Centelles, tres veces grande de España, etc.

Contrajo un primer matrimonio en 1821 con María de la Salud Manrique de Lara Mosquera (1805-1822), II condesa de Armildez de Toledo, hija de Jerónimo Manrique de Lara y Mayoral, vizconde de Loranque el Grande, y de María Gertrudis Pacheco Mosquera y Muriel, marquesa de la Olmeda. Se casó en segundas nupcias el 12 de diciembre de 1822 en Madrid con Adelaida Belloni y Meroni (1804-1858). Le sucedió su hijo del segundo matrimonio:
- Juan Bautista Pignatelli de Aragón y Belloni (Madrid, 14 de marzo de 1823-Madrid, 4 de mayo de 1824), XXI conde de Fuentes, VIII duque de Solferino, IX marqués de Cosquejuela,  VII marqués de Mora de Rubielos, XI conde del Castillo de Centelles, tres veces grande de España y príncipe del Sacro Romano Imperio. Al fallecer en la infancia, su hermana, María de la Concepción Pignatelli de Aragón y Belloni, fue la IX duquesa de Solferino, X marquesa de Coscojuela y XII condesa del Castillo de Centelles mientras que el condado de Fuentes, debido a la rigurosa agnación, pasó a su tío carnal:[38]

- Juan José María Pignatelli de Aragón y Wall (Zamora, 16 de julio de 1800-Palermo, 29 de junio de 1851) XXII conde de Fuentes, XIII marqués de Mora de Rubielos, príncipe del Sacro Romano Imperio, grande de España.

Casó en Madrid el 5 de octubre de 1822 con María del Carmen Antentas y López (1804-1875), hija de Luis Antentas Berga y Sanz y Manuela López y Aldea. Le sucedió su hijo:
- José María Pignatelli de Aragón y Antentas (Madrid, 1 de noviembre de 1824-París, 18 de julio de 1869), XXIII conde de Fuentes, XIV marqués de Mora de Rubielos, príncipe del Sacro Romano Imperio, grande de España.

Casó con Rosa Cavero y Álvarez de Toledo de quien no hubo descendencia.
- Antonio María Pignatelli de Aragón y Burgos (Salamanca, 18 de junio de 1958-Madrid, 12 de octubre de 1993), XXIV conde de Fuentes, grande de España, XVII duque de Monteleón, falleció a la semana de ostentar el título, «uno de los Grandes de España más efímeros de la historia».

Casó María Elisa Vidal-Abarca y del Campo de quien tuvo una hija, María Macarena que no sucedió en los títulos del condado de Fuentes y el ducado de Monteleón por ser estos títulos de rigurosa agnación. Le sucedió su hermano:
- José María Pignatelli de Aragón y Burgos (n. Salamanca, 12 de julio de 1959), XXV conde de Fuentes y XVIII duque de Monteleón, dos veces grande de España.

Casó con Ana Alonso de Escamilla. En 2005 cedió el título a su hermano:
- Gerardo María Pignatelli de Aragón y Burgos (Salamanca, 8 de abril de 1964-Madrid, 1 de diciembre de 2008), XXVI conde de Fuentes, grande de España.

Casó con Ángeles Ramiro Virumbrales. Le sucedió su hija.
- Patricia Cayetana Pignatelli de Aragón y Ramiro, XXVII condesa de Fuentes.[45]